# Natnael Mebrahtom
Natnael Mebrahtom (11 januari 1998) is een Eritrees wielrenner.

## Carrière
In 2016 werd Mebrahtom, achter Sirak Tesfom en Awet Habtom, derde in het nationale kampioenschap tijdrijden voor junioren. Een jaar later won hij het bergklassement van de Ronde van Rwanda, met een voorsprong van twaalf punten op Edward Greene.
In 2018 won Mebrahtom de eerste etappe van de Ronde van de Belofte, een nieuw opgerichte Kameroense etappekoers voor beloften. Zijn landgenoot Zemenfes Solomon werd 27 seconden later tweede. De leiderstrui, die Mebrahtom twee dagen mocht dragen, verloor hij na de derde etappe aan Joseph Areruya.

## Overwinningen
2017
Bergklassement Ronde van Rwanda
2018
1e etappe Ronde van de Belofte
2019
4e etappe Ronde van de Belofte
 Afrikaanse Spelen tijdrit